# Michel Massenet
Pour les autres membres de la famille, voir Massenet.
Michel Massenet, né le 5 novembre 1925 à Brunstatt et mort le 11 juin 2018 dans le 14e arrondissement de Paris,, est un essayiste et haut fonctionnaire français.

## Biographie
Michel Massenet naît le 5 novembre 1925 de Marcel Massenet, polytechnicien, ingénieur général des mines et administrateur de sociétés, et de Jeanne Rodallec. Il épouse Béatrice Brejon de Lavergnée. Il est licencié en droit, diplômé de l'École libre des sciences politiques (section Économie publique, promotion 1946) et ancien élève de l'École nationale d'administration. Il est nommé au Conseil d’État en 1951. 
Ses prises de positions publiques en faveur de l'Algérie française lui permettent d’être remarqué par les gaullistes, notamment Michel Debré. En mars 1958, Massenet entre au cabinet du ministère de la Défense Nationale Jacques Chaban-Delmas puis du Ministre de l'Information Jacques Soustelle. En janvier 1959, il est nommé délégué de l'action sociale en faveur des Français Musulmans d’Algérie en métropole, rattaché au Premier Ministre. En 1964, à sa demande, son poste est élargi en une délégation à l'action sociale pour les travailleurs étrangers. En 1966 il accède à la nouvelle direction de la population et des migrations rattachée au Ministère des Affaires Sociales. Dans le cadre de ces fonctions, il est l'un des principaux acteurs de la résorption des bidonvilles en France. En 1971, il quitte la direction de la population et des migrations pour devenir directeur général de l’administration et de la fonction publique. 
Il enseigne à l'Institut d'études politiques de Paris.
En 2000, il cofonde, avec notamment Jacques Dupâquier et Yves-Marie Laulan, l'Institut de géopolitique des populations.

## Distinctions
- Officier de la Légion d'honneur (1993)
- Officier de l'ordre des Arts et des Lettres

## Ouvrages
- Ceux d'Algérie: Lettres de Rappelés / précédées d'un débat entre Jean-Yves Alquier, Roger Barberot, Raoul Girardet, Michel Massenet et Thierry Maulnier, Plon, 1957 ;
- Contrepoison, ou La Morale en Algérie, Paris, Grasset, 1957 (BNF 32427846)[11].
- La Nouvelle Gestion publique : pour un État sans bureaucratie (préf. Octave Gélinier), Suresnes, Hommes et Techniques, 1975 (BNF 34563861)[12].
- Le Silence et la Douleur : lettre à Mgr Lustiger, Paris, Albin Michel, 1993 (BNF 35560842)[13].
- La France après la gauche, Paris, Robert Laffont, 1984 (BNF 34751338).
- Albert Gleizes, 1881-1953, Paris, Somogy, 1999 (BNF 37007632).